# Сомма (департамент)
Сомма (фр. Somme) — департамент на півночі Франції, один з департаментів регіону О-де-Франс. 
Порядковий номер 80. Адміністративний центр — Ам'єн.

## Географія
Площа території 6 170 км². Через департамент протікає річка Сомма. 
Департамент включає 4 округи, 46 кантонів і 783 комуни.

## Історія
Сомма — один з перших 83 департаментів, утворених під час Великої французької революції в березні 1790 р. Виник на території колишньої провінції Пікардія. Назва походить від річки Сомми. В ході Першої світової війни тут відбулися великі битви (1916 і 1918 р.).

## Українська громада
1. Сильвестр Бондар (1899, Ольгопіль, Ольгопільський повіт, Подільська губернія - 19.10.1963, Камон, Сомма, Франція) - поручник Армії УНР, учасник бою під Крутами[2]